# Belz (tỉnh)
Tỉnh Bełz (tiếng Ba Lan: Województwo bełskie, tiếng Latinh: Palatinatus Belzensis) là một đơn vị hành chính và chính quyền địa phương tại Ba Lan từ năm 1462 đến Phân chia Ba Lan năm 1772–1795. Cùng với tỉnh Ruthenia, khu vực là một phần của Ruthenia Đỏ, miền Tiểu Ba Lan của Vương quốc Ba Lan. Tỉnh được thành lập bởi Vua Kazimierz IV Jagiellończyk, và có bốn thượng nghị sĩ trong Thượng viện của Thịnh vượng chung (voivode và castellan của Belz, cùng castellan của Lubaczow và Busk).

## Lịch sử
Tỉnh Bełz được thành lập vào năm 1462 từ các lãnh thổ của Công quốc Belz, sau khi Công quốc bị Lãnh địa hoàng gia Vương quốc Ba Lan sáp nhập. [[Zygmunt Gloger]{ trong sách Địa lý lịch sử của vùng đất Ba Lan cũ đưa ra một mô tả chi tiết về tỉnh:
"Belz, ven sông Zaloka, là một trong những trại lâu đời nhất của Vùng đất Czerwien. Năm 981, tỉnh này bị Vladimir Vĩ đại chiếm giữ. Được Bolesław Chrobry lấy lại vào năm 1018, nó lại trở thành một phần của Rus' sau cái chết của Chrobry (...) Vào đầu thế kỷ 14, Vùng đất Belz được thừa kế bởi Boleslaw Jerzy II của Mazovia, người vào năm 1331 đã kết hôn với Eufemia, con gái của Đại công tước Litva Gediminas và là em gái của Aldona của Litva- vợ của Kazimierz III Vĩ đại. Boleslaw Jerzy qua đời vào ngày 7 tháng 4 năm 1340 và sau khi ông qua đời, Vua Kazimierz đã chiếm giữ Ruthenia Đỏ cùng với Vùng đất Belz (...) Năm 1387, Vua [Władysław II Jagiełło|Wladyslaw Jagiello]] cho phép em gái của mình là Alexandra của Litva kết hôn với Siemowit IV, công tước xứ Masovia, trao cho cô ấy Vùng đất Belz làm của hồi môn. Tỉnh vẫn nằm trong tay các con trai và cháu trai của Siemowit IV. Các cháu trai chết mà không con vào đầu năm 1462, và Vùng đất Belz trở thành tài sản của Hoàng gia Vương quốc Ba Lan, dưới thời trị vì của Vua Kazimierz IV Jagiellończyk.
Tỉnh Belz mới được thành lập nhỏ hơn một chút so với tỉnh Lublin với kích thước xấp xỉ Vùng đất Chelm. Tỉnh được tạo thành từ ba huyện: Lubaczow, Horodlo và Szewlock, vào năm 1767, nó được chia thành các huyện Belz, Grabowiec, Horodlo, Lubaczow và Vùng đất Busk. Tại các sejmik địa phương ở Belz, năm đại biểu của Sejm đã được bầu và tỉnh có bốn starosta: Belz, Busk, Grabowiec và Horodlo (...) Vào thế kỷ 17, đây là tỉnh nhỏ trong số các tỉnh của vùng Tiểu Ba Lan, có 483 ngôi làng và 33 thị trấn (...) Sau lần phân chia Ba Lan đầu tiên (1772), gần như toàn bộ tỉnh bị Đế quốc Habsburg sáp nhập, là một phần của Galicia. Những gì còn lại thuộc Ba Lan là các thị trấn Dubienka và Korytnica, cùng với một số ngôi làng (...) Năm 1793, tỉnh không còn tồn tại, vì sau khi phân chia Ba Lan thứ hai, các phần còn lại của tỉnh đã bị sáp nhập vào tỉnh Chelm và tỉnh Volodymyr-Volynskyi mới được thành lập".
Khu vực này tiếp nhận một lượng lớn szlachta (quý tộc) từ Mazovia, Tiểu Ba Lan và Đại Ba Lan. Vào năm 1570–1580, 79% gia đình quý tộc địa phương (trong số những gia đình có nguồn gốc đã biết) là người gốc Ba Lan, trong khi tỷ lệ gia đình quý tộc Ruthenia và Wallachia lần lượt là 15% và 4%. Các tầng lớp nông dân của dân số vẫn ít bị ảnh hưởng nhất bởi các cuộc di cư từ phía tây.

## Chính quyền
Trị sở thống đốc tỉnh (Wojewoda):
- Belz

Hội đồng khu vực (sejmik generalny) của toàn bộ các vùng đất Ruthenia:
- Sudova Vyshnia

Trị sở hội đồng khu vực (sejmik):
- Belz

## Hành chính
- Huyện Belz, (Powiat Bełzski), Belz
- Huyện Grabowiec, (Powiat Grabowiecki), Grabowiec
- Huyện Horodło, (Powiat Horodelski), Horodło
- Huyện Lubaczów, (Powiat Lubaczowski), Lubaczów
- Vùng đất Busk, (Ziemia Buska), Busk

## Thống đốc
- Rafał Leszczyński (1579-1636) (1619–1636)
- Jakub Sobieski (from 1638)
- Adam Mikołaj Sieniawski (from 1692 to 1710)
- Stanisław Mateusz Rzewuski (from 1726)